# Славин, Самуил Венедиктович
Самуи́л Венеди́ктович Сла́вин (1901, Тихиничи, Рогачёвский уезд, Могилёвской губернии — 1989) — советский экономист, доктор экономических наук.

## Биография
Родился в семье учителя и старосты еврейской общины в Тихиничах Бенциона Гиршевича (Венедикта Григорьевича) Славина, родом из местечка Новка (ныне Витебская область Белоруссии), и Фриды Григорьевны Славиной. У него были братья Исай (провизор) и Илья, сестра Рая (врач).
В 1931—1934 — заместитель председателя Совета Севера Госплана СССР.
1938—1940 — начальник Бюро экономических исследований Главного управления Северного морского пути при СНК СССР.
1943—1946 — начальник Московского филиала Арктического научно-исследовательского института.
1947—1957 — начальник Северо-Восточной и Северной комплексных экспедиций и заведующий сектором экономики Севера Института экономики АН СССР.
В 1947—1988 годах участвовал в международных и всесоюзных конференциях по исследованию Севера.

## Семья
Брат — Илья Венедиктович Славин (1883—1938, расстрелян), юрист, профессор ЛГУ, директор Института государства и права (1936). Племянник — Исаак Ильич Славин (1912—1958), старший научный сотрудник ФИАНа; племянница — педагог Ида Ильинична Славина (1921—2021).

## Научные труды
Монографии, диссертации, статьи, доклады, выступления, очерки, учебные пособия (1941—1986): «Северный морской путь», «Транспорт в развитии производительных сил советского Севера», «Проблемы развития магистрального транспорта в связи с промышленным освоением природных ресурсов советского Севера», «Освоение Севера Советского Союза», «Природные ресурсы Севера в народном хозяйстве СССР» и др.
Отзывы о диссертациях и статьях об освоении Севера (1950—1986).
Рабочие тетради с выписками из документов Центрального государственного исторического архива СССР (г. Ленинград) об освоении Северного морского пути (1956).
Работы Славина были использованы при определении границ Крайнего Севера .